# Nivalénol
Le Nivalénol  est une mycotoxine de la famille des trichothécènes. Les NIV sont produits par des différents fusariums (F. nivale).
Le comité scientifique pour les aliments humains (CSAH) a établi une dose journalière tolérable (DJT) de 0,7 μg·kgpc-1.